# クリス・ギッテンス
- クリス・ギッテンズ

クリストファー・ライアン・ギッテンス（Christopher Ryan Gittens、1994年2月4日 - ）は、アメリカ合衆国・テキサス州シャーマン出身のプロ野球選手（内野手）。右投右打。MLBのヒューストン・アストロズ傘下所属。

## 経歴

### プロ入りとヤンキース時代

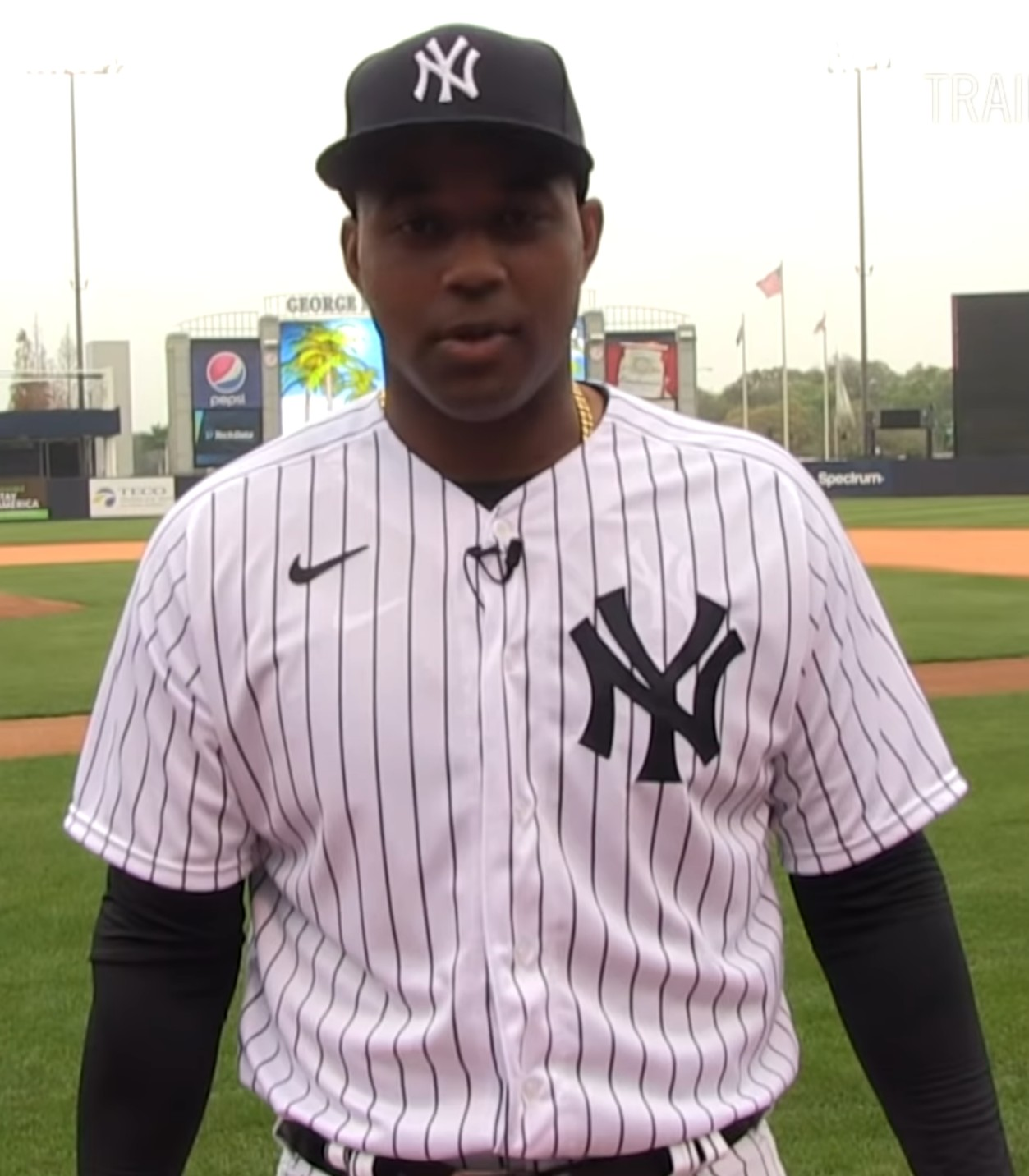
ニューヨーク・ヤンキース時代
（2020年2月21日）

2014年のMLBドラフト12巡目（全体362位）でニューヨーク・ヤンキースから指名され、プロ入り。契約後、傘下のルーキー級ガルフ・コーストリーグ・ヤンキース2でプロデビュー。11試合に出場して打率.286、5打点を記録した。
2015年はルーキー級ガルフ・コーストリーグ・ヤンキース1とA+級タンパ・ヤンキースでプレーし、2球団合計で46試合に出場して打率.341、8本塁打、30打点、2盗塁を記録した。
2016年はA級チャールストン・リバードッグスでプレーし、107試合に出場して打率.253、21本塁打、70打点、4盗塁を記録した。
2017年はA+級タンパで73試合に出場して打率.266、13本塁打、43打点、1盗塁を記録した。
2018年はA-級スタテンアイランド・ヤンキースとAA級トレントン・サンダーでプレーし、2球団合計で57試合に出場して打率.193、6本塁打、26打点を記録した。
2019年はAA級トレントンで115試合に出場して打率.281、23本塁打、77打点を記録した。この好成績からイースタンリーグのMVPに選出された。
2020年はCOVID-19の影響でマイナーリーグのシーズンが中止となり、公式戦への出場はなかった。
2021年は5月のマイナーリーグ開幕からAAA級スクラントン・ウィルクスバリ・レイルライダースでプレーした。6月5日にメジャー契約を結んでアクティブ・ロースター入りした。同日のボストン・レッドソックス戦にて「6番・一塁手」で先発出場してメジャーデビュー（この試合での結果は3打数無安打1四球）した。最終的にはメジャーでは打率.111、3Aでは45試合で打率.301、14本塁打を記録したが、オフの11月29日に自由契約となった。

### 楽天時代
2021年12月24日、東北楽天ゴールデンイーグルスへの入団が発表された。背番号は42。年俸は約1億円。
2022年は3月中旬に来日。開幕二軍スタートだったが、4月5日に一軍登録された。しかし、この試合の第2打席（3回裏）でスイングした際に左手首を痛め、翌日に登録抹消。8日に左手首骨折で全治3か月であることが判明した。オフの12月2日に翌年の契約を結んだ。
2023年も残留となったが、開幕直前に下半身のコンディション不良となり、その後も度重なる故障により一軍公式戦出場すらなく10月に解雇となった。

### アストロズ傘下時代
2024年1月5日、ヒューストン・アストロズとマイナー契約を結んだことが発表された。
その後、2024年2月26日にメッツとのオープン戦に〔6番・一塁手〕で出場を果たすが、その第一打席で相手先発・ブットからレフトライナーを打った際に再び故障し現在、故障離脱をしている。

## 選手としての特徴
主に指名打者を務め、プロでの守備経験は一塁手のみ。パワフルで柔らかなスイングが持ち味。

## 詳細情報

### 年度別打撃成績
| 年 度    | 球 団    | 試 合 | 打 席 | 打 数 | 得 点 | 安 打 | 二 塁 打 | 三 塁 打 | 本 塁 打 | 塁 打 | 打 点 | 盗 塁 | 盗 塁 死 | 犠 打 | 犠 飛 | 四 球 | 敬 遠 | 死 球 | 三 振 | 併 殺 打 | 打 率 | 出 塁 率 | 長 打 率 | O P S |
| -------- | -------- | ----- | ----- | ----- | ----- | ----- | -------- | -------- | -------- | ----- | ----- | ----- | -------- | ----- | ----- | ----- | ----- | ----- | ----- | -------- | ----- | -------- | -------- | ----- |
| 2021     | NYY      | 16    | 44    | 36    | 1     | 4     | 0        | 0        | 1        | 7     | 5     | 0     | 0        | 0     | 1     | 7     | 0     | 0     | 13    | 0        | .111  | .250     | .194     | .444  |
| 2022     | 楽天     | 21    | 74    | 62    | 4     | 15    | 2        | 0        | 0        | 17    | 8     | 0     | 0        | 0     | 0     | 11    | 0     | 1     | 25    | 0        | .242  | .365     | .274     | .639  |
| MLB：1年 | MLB：1年 | 16    | 44    | 36    | 1     | 4     | 0        | 0        | 1        | 7     | 5     | 0     | 0        | 0     | 1     | 7     | 0     | 0     | 13    | 0        | .111  | .250     | .194     | .444  |
| NPB：1年 | NPB：1年 | 21    | 74    | 62    | 4     | 15    | 2        | 0        | 0        | 17    | 8     | 0     | 0        | 0     | 0     | 11    | 0     | 1     | 25    | 0        | .242  | .365     | .274     | .639  |

- 2023年度シーズン終了時

### 年度別守備成績
| 年 度 | 球 団 | 一塁（1B） | 一塁（1B） | 一塁（1B） | 一塁（1B） | 一塁（1B） | 一塁（1B） |
| 年 度 | 球 団 | 試 合      | 刺 殺      | 補 殺      | 失 策      | 併 殺      | 守 備 率   |
| ----- | ----- | ---------- | ---------- | ---------- | ---------- | ---------- | ---------- |
| 2021  | NYY   | 13         | 79         | 4          | 0          | 4          | 1.000      |
| 2022  | 楽天  | 7          | 61         | 6          | 0          | 5          | 1.000      |
| MLB   | MLB   | 13         | 79         | 4          | 0          | 4          | 1.000      |
| NPB   | NPB   | 7          | 61         | 6          | 0          | 5          | 1.000      |

- 2023年度シーズン終了時

### 表彰
MLB
- イースタンリーグ最優秀選手賞（英語版）：1回（2019年）

### 記録

#### NPB
初記録
- 初出場・初先発出場：2022年4月5日、対埼玉西武ライオンズ1回戦（楽天生命パーク宮城）、5番・指名打者で先発出場
- 初打席：同上、1回裏に佐藤隼輔から四球
- 初安打：2022年8月23日、対福岡ソフトバンクホークス16回戦（楽天生命パーク宮城）、4回裏に石川柊太から左前安打
- 初打点：2022年8月27日、対千葉ロッテマリーンズ22回戦（ZOZOマリンスタジアム）、4回表に田中靖洋から左前適時打

### 背番号
- 92（2021年）
- 42（2022年 - 2023年）

### 登場曲
- 「beautifulさ」BiSH（2022年 - ）